# 雙門洞
雙門洞（：／ Ssangmun dong */?）是韓國首爾道峰區西南部的一個法定洞，接壤江北區水踰洞，轄下有四個行政洞。該洞於日治時期屬於京城府崇仁面。

## 洞名由來
相傳一位名叫季城（계성）的村民和他的妻子因病去世後，其兒子後悔沒有在父母在生時孝敬父母，因此在父母墳前蓋了一間茅屋，在那裡住了很多年後才去世。後人為了紀念他的孝心而在當地附近建造了兩個孝子門（효자문），因而得名「雙門」。另一種說法為名稱源自鄰近倉洞郵局附近的兩個烈女門（열녀문）。

## 歷史
在朝鮮王朝至日治初期，雙門洞曾屬於京畿道楊州牧海等村面轄下的十二里，範圍包括所蘿里（소라리）、雞聲里（／）、牛耳里（우이리）等。
朝鮮日治時期的大正三年（1914年），蘆原面（노원면）與海等村面合併，成立雙門里，是「雙門」一名首次被提及。
韓國獨立後至1960年代初前，雙門里一帶居民仍然大部分以務農為主，後來當地人口急增，使雙門路和道峰路一帶興旺，使雞聲洞、蓑竹汨（쇠죽골）、海等川等自然村落（자연마을）合併為洞。
1963年1月1日，雙門里與原屬於京畿道楊州郡的蘆海面（노해면）一同被編入至首爾城北區，由倉洞洞事務所（창동 동사무소）管轄。1973年在朴正熙執政時期， 道峰區從城北區分離，雙門里改為屬於道峰區，並成為法定洞，於1980年後被分成由四個行政洞組成。

## 教育
- 德成女子大學
- 孝門高中（朝鲜语：효문고등학교）
- 正義女子高中（朝鲜语：정의여자고등학교）
- 宣德高中（朝鲜语：선덕고등학교）
- 孝門中學（朝鲜语：효문중학교）

## 交通

### 鐵路
當地有雙門站和松林公園站。

## 关联影视
- 《请回答1988》
- 《鱿鱼游戏》
- 《澡堂老板家的男人们（朝鲜语：목욕탕집 남자들）》